# أونترشارفورر

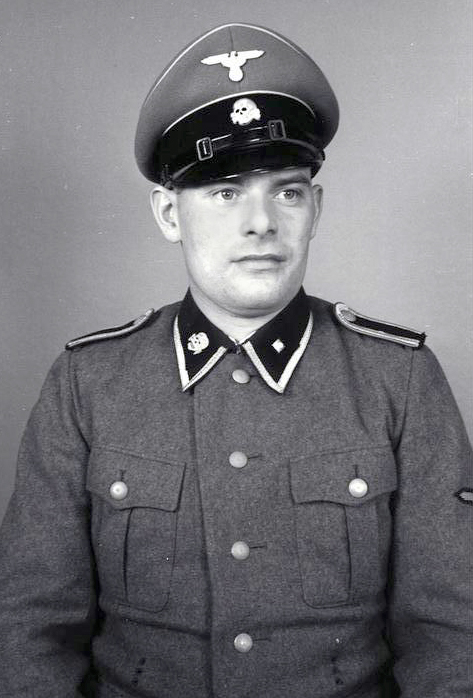
SS-Unterscharführer يخدم في معسكر اعتقال ماوتهاوزن-جوسن.

Unterscharführer ( [ˈʊntɐ.ʃaːɐ̯.fyːʀɐ] ، "قائد فرقة مبتدئ") كان عبارة عن رتبة شبه عسكرية للحزب النازي إستخدمتها شوتزشتافل بين 1934 و1945.  تم إنشاء رتبة إس إس بعد ليلة السكاكين الطويلة. تسبب هذا الحدث في إعادة تنظيم شوتزشتافل وإنشاء رتب جديدة لفصل شوتزشتافل عن كتيبة العاصفة.

## خلق
تم إنشاء رتبة Unterscharführer من رتبة في شارفوهرر في كتيبة العاصفة. بعد عام 1934، تم اعتبار SS-Unterscharführer و SA-Scharführer رتب متكافئة؛ كانت رتبة SS-Unterscharführer أصغر من SS- Scharführer وأعلى من رتبة SS- Rottenführer . 

## الاستخدامات

### ألجماينه-إس إس
كان حامل رتبة Unterscharführer يقود تشكيل من سبعة إلى خمسة عشر من قوات شوتزشتافل. يمكن العثور على الرتبة في جميع الأجهزة الأمنية النازية، بما في ذلك الشرطة الأمنية الألمانية وأينزاتسغروبن.

### توتنكوبف-إس إس
في توتنكوبف-إس إس المسؤولة عن معسكرات الاعتقال، غالبًا ما تم تعيين حاملي رتبة Unterscharführer في منصب بلوكفورر، الذي كان موقفًا إشرافيًا يشرف على الأمر داخل ثكنات سجن معسكر الاعتقال.

### فافن-اس اس
استخدمت فافن إس إس رتبة Unterscharführer قائداً لفريق المبتدئين، وهو واحد من العديد من التشكيلات المرتبطة بالسرايا والفصائل. عادلت الرتبة رتبة ضابط مرشح لفافن إس إس لإس إس-يونكر.

## شارة

Shoulder strap SS-Unterscharführer (SS-Junker)
Gorget patches
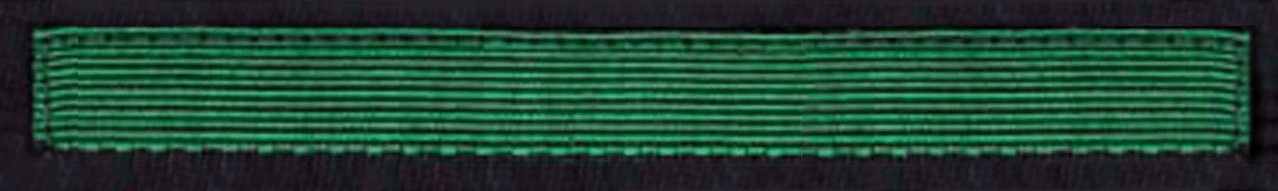
Military camouflage

## المستلمون البارزون
- أوسكار جرونينج
- فرانز سوشوميل

## قائمة المراجع
- Flaherty، T. H. (2004) [1988]. The Third Reich: The SS. Time-Life Books, Inc. ISBN:1 84447 073 3.
- McNab، Chris (2009). The SS: 1923–1945. Amber Books Ltd. ISBN:978-1-906626-49-5.